# Карбонара-ді-По
Карбонара-ді-По (італ. Carbonara di Po) — муніципалітет в Італії, у регіоні Ломбардія,  провінція Мантуя.
Карбонара-ді-По розташована на відстані близько 370 км на північ від Рима, 165 км на схід від Мілана, 35 км на схід від Мантуї.
Населення — 1313 осіб (2014).

## Демографія
Населення за роками:

Станом на 31 грудня 2014 року в муніципалітеті офіційно проживав 171 іноземець з 11 країн, серед них 51 громадянин країн Євросоюзу та 7 громадян України.

## Сусідні муніципалітети
- Бергантіно
- Боргофранко-суль-По
- Кастельново-Баріано
- Маньякавалло
- Серміде